# Пиростията (Обидим)
Пиростията е защитена местност в България. Намира се в землището на село Обидим, област Благоевград.
Защитената местност е с площ 0,5 хектара.
Обявена е със Заповед No.1187 от 19.04.1976 г., бр. 44/1976 на Държавен вестник с цел опазване на природна забележителност - скално образувание.
В защитената местност:
- Забранява се да се секат, кастрят и повреждат дърветата, както и да се късат или изкореняват всякакви растения
- Забранява се пашата на какъвто и да е добитък и през всяко време
- Забранява се да се преследването на дивите животни,птиците и техните малки и развалянето на гнездата и леговищата им
- Забранява се да се разкриват кариери за камъни, пясък и пръст, с което се провежда и изменя естествения облик на местността и включително водните течения
- Забранява се чупенето, драскането и повреждането по какъвто и да е начин, сталактити, сталагмити и други скални образувания в пещерите
- Забранява се извеждането на интензивни и голи главни сечи
- Забранява се всякакво строителство
- Разрешава се воденето на санитарна сеч и изваждане престарелите дървета с влошени декоративни качества